# Ambae de l'Est
L’ambae de l’Est (ou aoba, ambae du Nord-Est, aoba du Nord-Est, oba, lolovoli, omba, walurigi) est une langue océanienne parlée par 5 000 locuteurs au Vanuatu, sur l’île Ambae. Elle a une quinzaine de dialectes, dont Lombaha (Lobaha), Longana, Lolokaro (Lolokara, Lolsiwoi).